# العراقية (قرية)
العراقية إحدى قرى مركز الشهداء التابع لمحافظة المنوفية في جمهورية مصر العربية.

## التاريخ
قرية العراقية من القرى القديمة، حيث وردت باسم «منية القرعان» في أعمال المنوفية ضمن قرى الروك الناصري التي أحصاها ابن الجيعان في كتاب «التحفة السنية بأسماء البلاد المصرية». وفي العصر العثماني وردت باسم «منية القرعان» في التربيع العثماني الذي أجراه الوالي العثماني سليمان باشا الخادم في عصر السلطان العثماني سليمان القانوني ضمن قرى ولاية المنوفية، وفي تاريخ 1228هـ/1813م الذي عدّ قرى مصر بعد المسح الذي قام به محمد علي باشا باسم «منية ألواط» ضمن قرى مديرية المنوفية. وفي سنة 1350هـ/1931م، تغيّر الاسم إلى «العراقية».

## السكان
بلغ عدد سكان العراقية 12,983 نسمة، حسب الإحصاء الرسمي لعام 2006.